# Manuel Domingos Augusto
Manuel Domingos Augusto (nascido em 2 de setembro de 1957) é um jornalista, político e diplomata angolano, que serviu como Ministro das Relações Externas de Angola entre 2017 e 2020.